# العلاقات السعودية اليونانية
العلاقات السعودية اليونانية هي العلاقات الثنائية بين اليونان و المملكة العربية السعودية .حيث لدى المملكة العربية السعودية سفارة في أثينا ولدى اليونان سفارة في الرياض وقنصلية في جدة .اليونان و المملكة العربية السعودية علاقاتهم تاريخيه.

## الملك سعود
عاش الملك سعود ملك المملكة العربية السعودية قبل انتقاله إلى مصر في اليونان من 1953 إلى 1964 بعد عزله عن الحكم، وعندما اشتد عليه المرض ذهب لليونان للعلاج وتوفى في أثينا.